# Bão Willie (1996)
Bão Willie, được biết đến ở Việt Nam với tên gọi Cơn bão số 6 năm 1996 là một cơn bão nhiệt đới tồn tại trong khoảng giữa tháng 9 năm 1996 và có đường đi dị thường.
Hình thành ngay trên vùng biển Nghệ An-Hà Tĩnh, bão di chuyển một vòng quanh đảo Hải Nam rồi lại quay trở lại và đổ bộ vào chính khu vực đã sinh ra nó. Lũ lụt do bão gây ra đã cướp đi sinh mạng 38 người tại Hải Nam và 10 người tại các tỉnh Bắc Trung Bộ Việt Nam. 

## Lịch sử khí tượng
Vào cuối ngày 16 tháng 9 rạng sáng 17 tháng 9 năm 1996, dải hội tụ nhiệt đới nối từ khu vực Bangladesh đi qua Vịnh Bắc Bộ và nối với hai cơn bão Tom (25W) và Violet (26W) đã hình thành một áp thấp nhiệt đới trên vùng biển Nghệ An-Hà Tĩnh. Áp thấp nhiệt đới di chuyển theo hướng Đông Đông Bắc và được JTWC ban hành một cảnh báo Bão nhiệt đới vào ngày 17 tháng 9, đặt số hiệu cho nó là 27W. Ngày 18 tháng 9, JTWC chính thức nâng cấp 27W thành một cơn bão nhiệt đới có tên Willie, cùng ngày, Việt Nam công nhận là bão số 6 và cơ quan khí tượng Hồng Kông cũng bắt đầu theo dõi hệ thống như là một áp thấp nhiệt đới, sau đó là bão nhiệt đới. Sang hôm sau, JTWC chính thức thăng cấp cho bão lên cấp 1 (theo thang Saffir-Simpson) và nó đã hình thành một con mắt ở phía Đông Bắc đảo Hải Nam.
Ngày hôm sau, bão Willie suy yếu còn là một cơn bão nhiệt đới. Sau đó bão đi vào Vịnh Bắc Bộ và JTWC cho rằng nó mạnh trở lại cấp 1 vào ngày 21 tháng 9. Tối 22 tháng 9, bão số 6 đổ bộ trở lại vào chính khu vực đã hình thành nên nó: Nghệ An-Hà Tĩnh và đi vào đất liền các tỉnh này (tâm bão đi vào khu vực thành phố Vinh và thị xã Hồng Lĩnh). Ngày hôm sau, bão di chuyển sang đất Lào, Thái Lan và suy yếu thành một áp thấp nhiệt đới. JTWC ban hành cảnh báo cuối cùng về nó.

## Ảnh hưởng

### Hồng Kông
Tại Hồng Kông, "Tín hiệu cảnh báo mức 1" được ban hành ngày 18 tháng 9 khi cơn bão cách Hồng Kông 470 km về phía Tây Nam. Khoảng cách gần nhất giữa Willie và Hồng Kông là 390 km vào ngày 19 tháng 9. Hoàn lưu rìa mây phía đông bắc cơn bão đã tác động đến Hồng Kông và gây ra mưa lớn cho đặc khu này. Một công nhân thoát nước đã bị mất tích khi đang làm việc tại Sham Shui Po.
Lũ lụt diện rộng đã xảy ra tại Sha Tau Kok và Ta Kwu Ling. Một bức tường chắn bị sập ở Sha Tin và một chiếc xe bị cuốn xuống một con sông ở Sai Kung. May mắn không có thương vong nào trong các sự cố trên. Tín hiệu cảnh báo được gỡ bỏ vào ngày 20 tháng 9 khi nó di chuyển ra khỏi khu vực Hồng Kông. Tại Đài quan sát Hồng Kông, áp suất mực biển thấp nhất tại khu vực này là 1002,4hPa.

### Hải Nam
Đi một vòng quanh đảo Hải Nam, bão đã gây ra lũ lụt tại tỉnh này. Có ít nhất 38 người đã thiệt mạng, 96 người mất tích, thiệt hại về tài sản khoảng 100 triệu USD.

### Việt Nam
Ngay khi hình thành ở vùng biển Nghệ An, Hà Tĩnh, bão số 6 đã gây ra một đợt mưa cho các tỉnh Bắc Trung Bộ. Tối 22 tháng 9, trở về nơi hình thành ra nó, bão lại gây mưa lớn và gió mạnh cho khu vực Đồng bằng Bắc Bộ và Bắc Trung Bộ. Không rõ các thiệt hại tài sản do bão gây ra tại Việt Nam, nhưng có 10 người chết.

## Chú ý

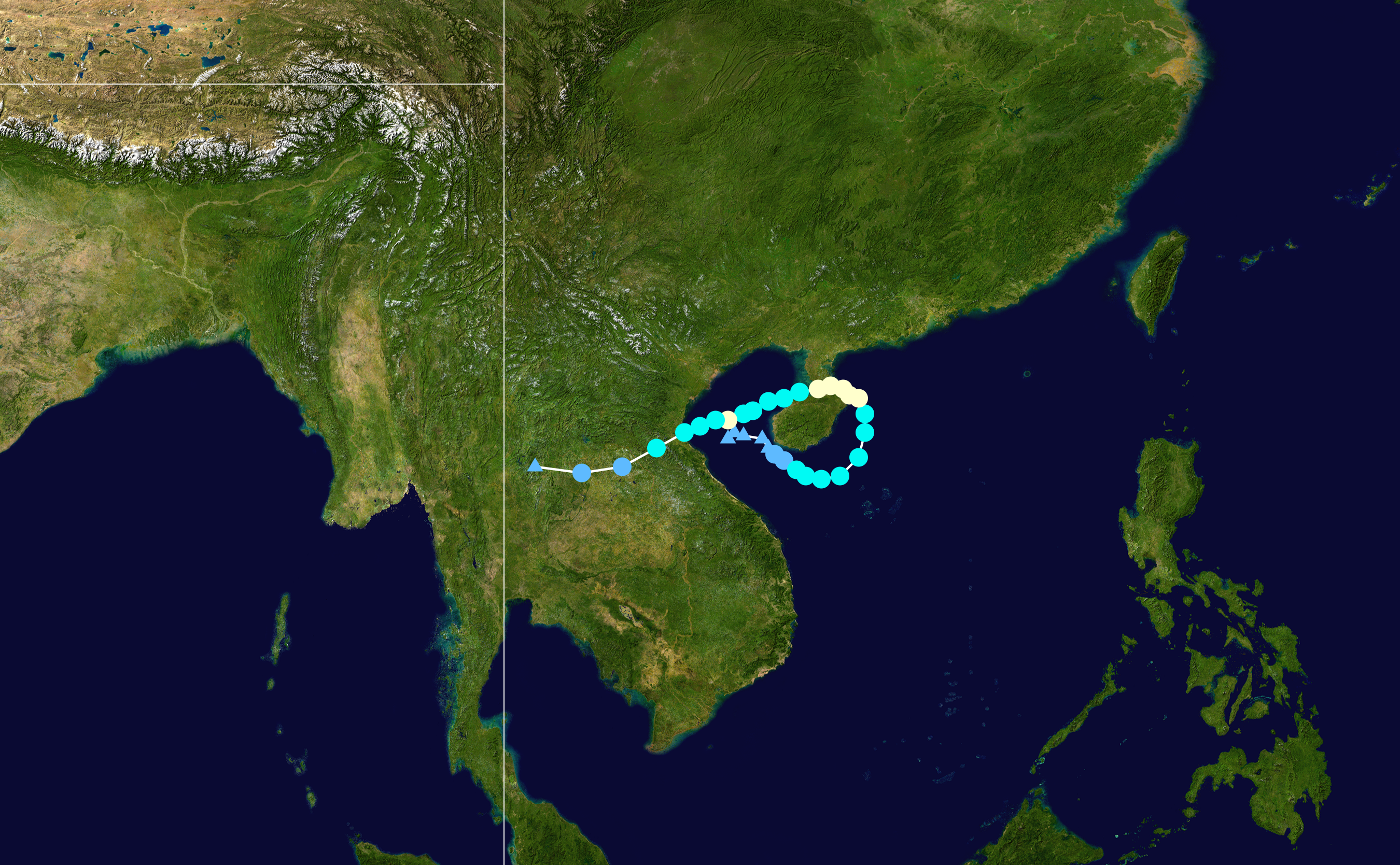
Đường đi bão Willie, một cơn bão có đường đi dị thường

1. ↑  Trung tâm cảnh báo Bão Liên hợp (JTWC) được đặt tên cho một cơn bão trước năm 1999.
2. ↑  Là số hiệu của một cơn bão khi vào vùng theo dõi của Trung tâm dự báo Khí tượng thủy văn Việt Nam